# Sent Jòrdi de Lebejac
Sent Jòrdi de Lebejac (en francès Saint-Georges-de-Lévéjac) és un municipi del departament francès del Losera, a la regió d'Occitània.